# Akaltara
Akaltara è una suddivisione dell'India, classificata come nagar panchayat, di 20.373 abitanti, situata nel distretto di Janjgir-Champa, nello stato federato del Chhattisgarh. In base al numero di abitanti la città rientra nella classe III (da 20.000 a 49.999 persone).

## Geografia fisica
La città è situata a 22° 1' 0 N e 82° 25' 60 E e ha un'altitudine di 282 m s.l.m..

## Società

### Evoluzione demografica
Al censimento del 2001 la popolazione di Akaltara assommava a 20.373 persone, delle quali 10.543 maschi e 9.830 femmine. I bambini di età inferiore o uguale ai sei anni assommavano a 2.758, dei quali 1.394 maschi e 1.364 femmine. Infine, coloro che erano in grado di saper almeno leggere e scrivere erano 14.051, dei quali 8.304 maschi e 5.747 femmine.